# Léon Bonnat
Léon Joseph Florentin Bonnat (Bayonne, 20 giugno 1833 – Monchy-Saint-Éloi, 8 settembre 1922) è stato un pittore francese.

## Biografia
Era figlio di Jean Bonnat e Leonie Louise Blondeau.
Originario di Bayonne dal 1846 al 1853 visse a Madrid, dove il padre aveva una libreria e dove studiò pittura con José de Madrazo y Agudo e Federico de Madrazo. Giunse a Parigi, nel 1854 e fu allievo di Léon Cogniet nell'École des Beaux-Arts.
La sua Resurrezione di Lazzaro gli valse il secondo Prix de Rome nel 1857. Abbandonò i soggetti storici e teatrali dopo un viaggio in Italia nel 1869 e un altro in Grecia e in Medio Oriente, preferendo scene di genere e soprattutto ritratti. Di questi ne realizzò circa duecento, tra i quali i ritratti di Louis Pasteur, Alexandre Dumas figlio, Victor Hugo, Dominique Ingres, Hippolyte Taine, Jules Ferry, Armand Fallières, Adolphe Thiers e Émile Loubet.

Suo è anche il Martirio di S. Denis, dipinto per il Pantheon di Parigi.
Nel 1880 fu nominato professore nell'École des Beaux-Arts e, l'anno dopo, membro dell'Accademia di Belle Arti di Parigi; nel 1915 fu creato cavaliere dell’Ordre national du Mérite.
Tra i suoi allievi si ricordano (in ordine alfabetico) Abel Bertram, Adolphe-Frédéric Lejeune, Alfred Roll, Alphonse Osbert, André Louis Mestrallet, Auguste Leroux, Charles Laval, Édouard Manet, Gabriel Deluc, Georges Braque, Gustaf Cederström, Gustave Caillebotte, Gustav Wentzel, Henri de Toulouse-Lautrec, Henri Pailler, Henry Siddons Mowbray, Henri-Achille Zo, Jean Geoffroy, Jean Hippolyte Marchand, Joseph-Marius Avy, il suo amico personale Jules Aviat, Julie Feurgard, Louis Béroud, Marc-Aurèle de Foy Suzor-Coté, Marius Vasselon, Nils Forsberg, Othon Friesz, Paul de La Boulaye, Pierre-Gaston Rigaud, Raoul Dufy, Raymond Lecourt, Thomas Eakins, e altri.
Léon Bonnat morì nel 1922 a Monchy-Saint-Éloi, lasciando in eredità al Musée Bonnat di Bayonne la sua collezione personale che porta il suo nome. Aveva vissuto 89 anni.

## Galleria d'immagini

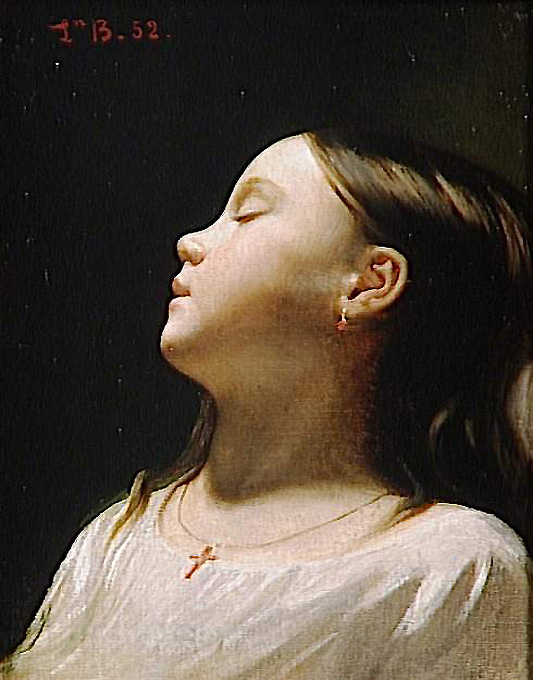
Bambina addormentata
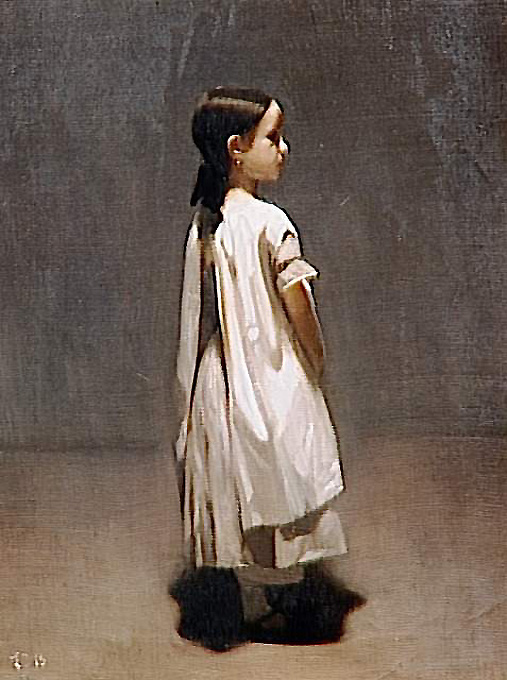
La sorellina dell'artista
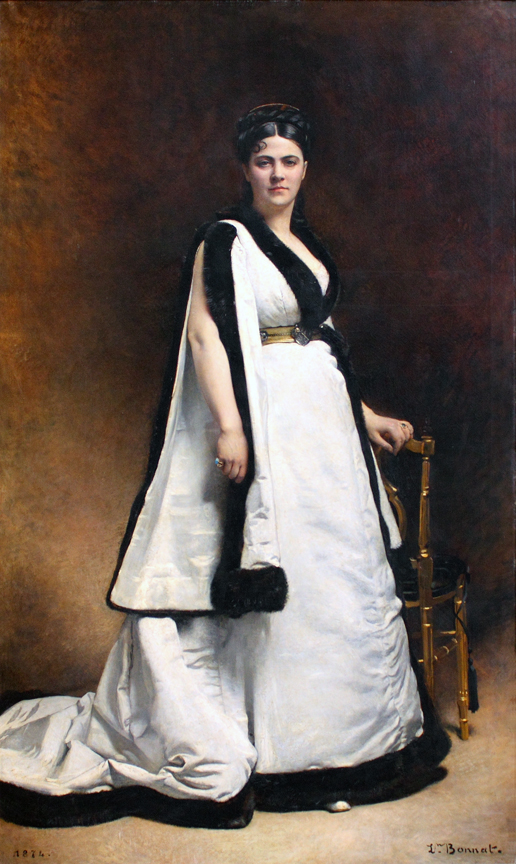
Madame Pasca
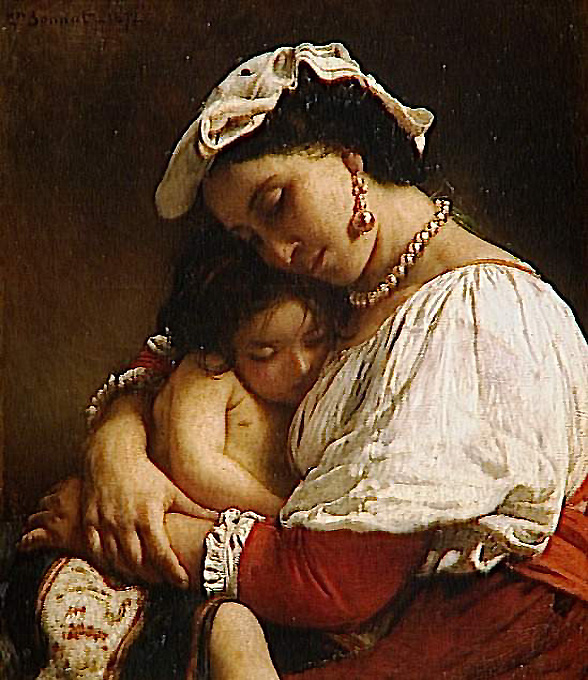
Donna italiana
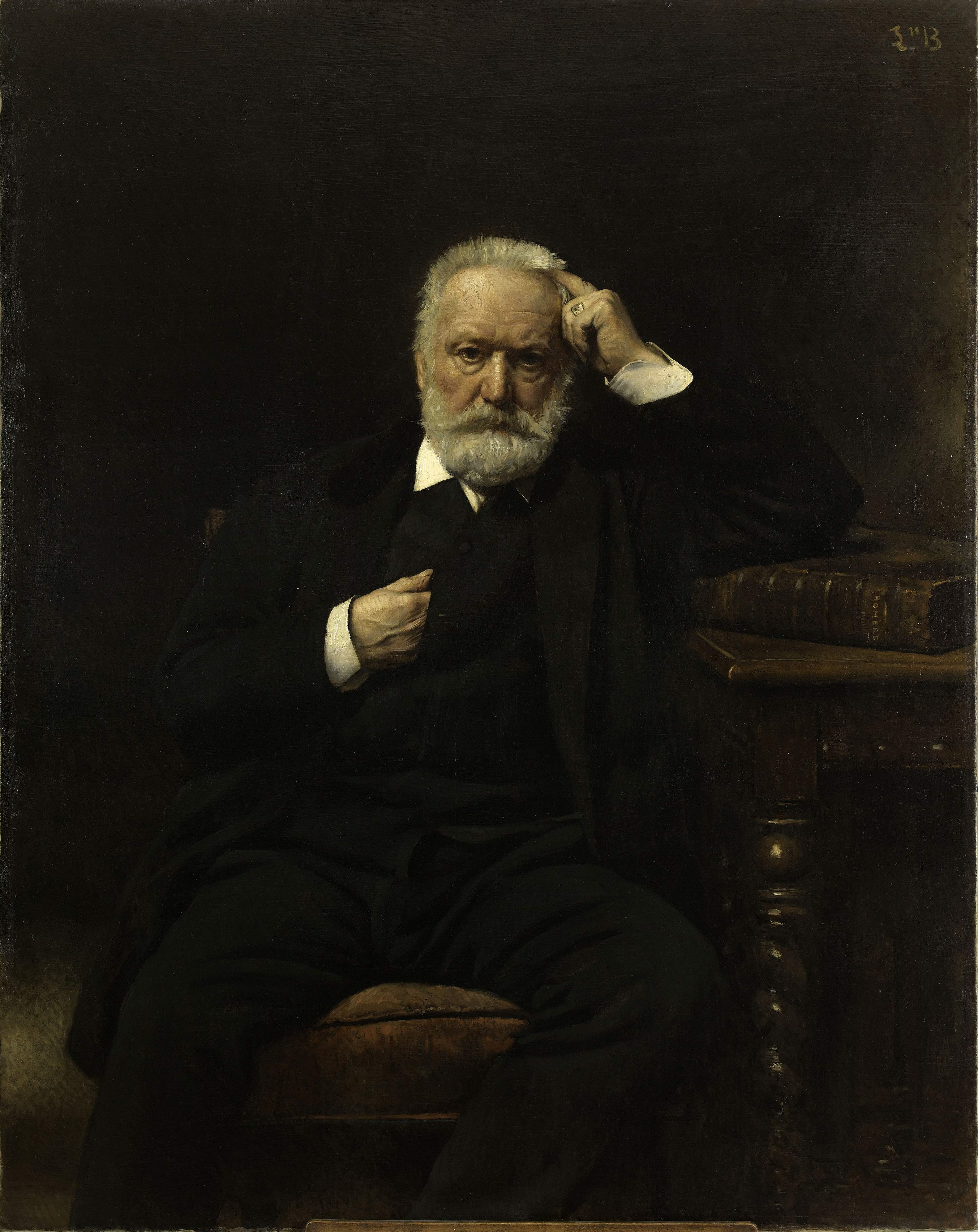
Victor Hugo
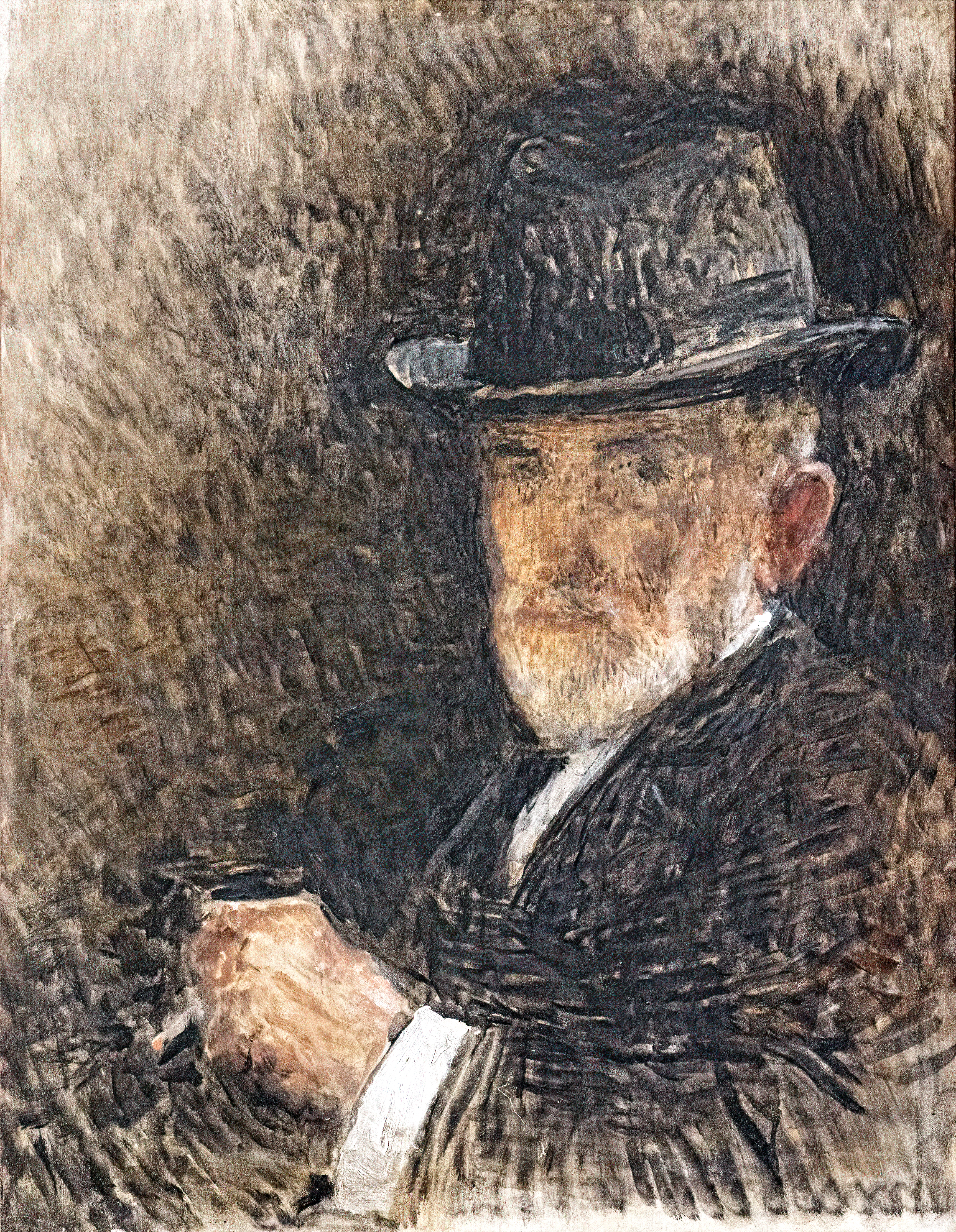
Autoritratto del 1916
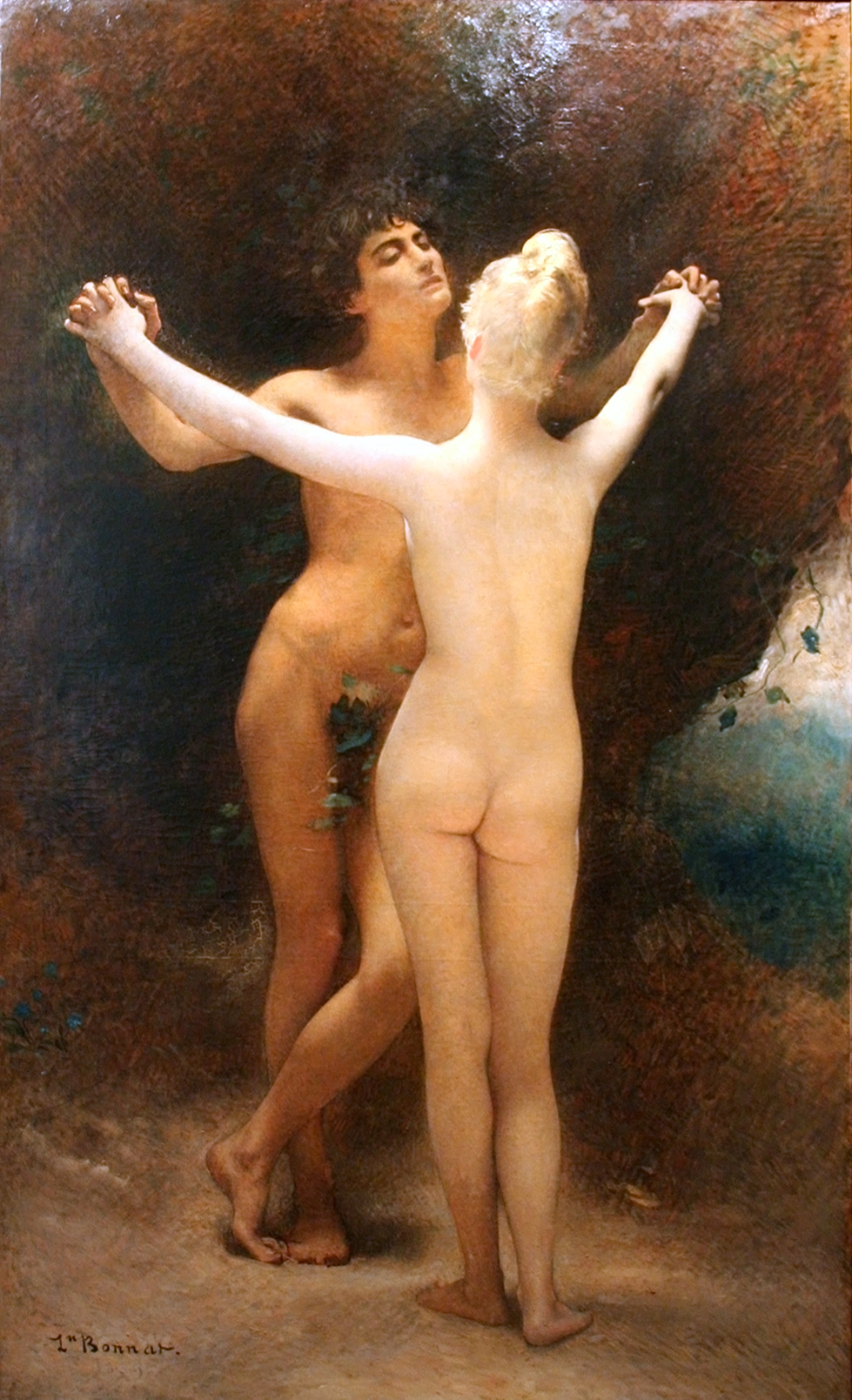
Idillio
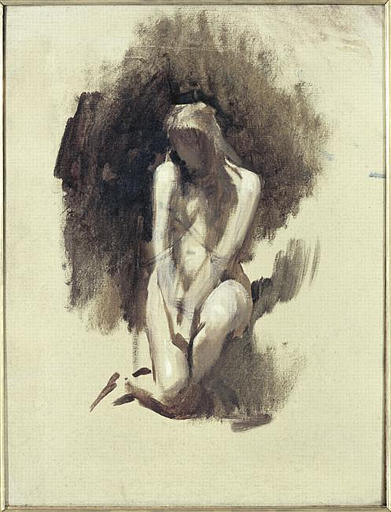
Donna nuda inginocchiata